# Jurijs Ševļakovs
Jurijs Ševļakovs (Mosca, 24 gennaio 1959) è un allenatore di calcio ed ex calciatore lettone, fino al 1991 sovietico, di ruolo difensore.

## Palmarès

### Club
- Campionato lettone: 4

Skonto: 1994, 1995 1996 1997
- Coppa di Lettonia: 3

Daugava Riga: 1990
Skonto: 1995, 1997

### Individuale
- Miglior difensore del Virsliga: 3

1994, 1995, 1996
- Calciatore lettone dell'anno: 1

1997